# Desierto y semidesierto del golfo Pérsico
El desierto y semidesierto del golfo Pérsico es una ecorregión de la ecozona paleártica, definida por WWF, que se extiende por la costa del golfo Pérsico de la península arábiga, desde el sur de Irak, pasando por Kuwait, Arabia Saudita, Baréin y Catar, hasta el oeste de los Emiratos Árabes Unidos.

## Descripción
Es una ecorregión de desierto que ocupa 72.600 kilómetros cuadrados de llanuras en la costa árabe del golfo Pérsico. Incluye todo el territorio de Kuwait, salvo el extremo oeste, una pequeña región de Irak fronteriza con aquel país, parte de la provincia saudita de Ash Sharqiyah, la isla de Baréin, la costa de Catar y la costa occidental de Abu Dhabi, en los Emiratos Árabes Unidos. Además, una parte de la ecorregión se proyecta desde el sur de Kuwait hacia el desierto de Rub al-Jali, en el interior.

## Flora
La Flora de Kuwait es un poco escasa debido a sus altas temperaturas, muy seguido se realizan incendios forestales,etc. Las pocas flores y plantas que tiene son muy extravagantes y exóticas.

## Fauna
La región es una importante parada para las aves migratorias asiáticas que invernan en África. Se han catalogado más de doscientas cincuenta especies de aves.

## Estado de conservación
En peligro crítico. Las principales amenazas son las mareas negras, el pastoreo y la caza furtiva.